# Distretto di Mensura
Il distretto di Mensura è uno dei quattordici distretti della regione di Gasc-Barca, in Eritrea. Ha per capoluogo la città di Mensura.